# Luigi Gibezzi
Luigi Gibezzi (* 6. Februar 1883 in Ronta Borgo San Lorenzo; † 9. April 1956 in Domaso) war ein italienischer Ingenieur, Fußballspieler und -funktionär.

## Werdegang
Gibezzi kam in Ronta Borgo San Lorenzo nahe Florenz zur Welt und gehörte 1897 zu der Gruppe von 13 Schülern des Turiner Massimo-d’Azeglio-Gymnasiums, die am 1. November 1897 den heutigen Fußballverein Juventus Turin gründete.
Am 11. März 1900 nahm er an der ersten offiziellen Partie des Klubs teil – Juventus verlor in der piemontesischen Ausscheidungsrunde der Italienischen Fußballmeisterschaft 1900 auf dem Campo di Piazza d’armi in Turin gegen den FC Torinese mit 0:1. In den folgenden Spielzeiten nahm Gibezzi jeweils mit der Juve an den Meisterschaftsrunden teil. In den Jahren 1903 und 1904 erreichte er mit dem Klub jeweils das Finale, das man auf dem genoveser Campo Sportivo di Ponte Carrega jeweils gegen den damaligen Serienmeister CFC Genua verlor. Das Endspiel am 27. März 1904 war die vorerst letzte nachweisbare Partie Gibezzis für Juventus Turin. Am 9. Mai 1909 lief er bei der 1:3-Niederlage im Meisterschaftsspiel bei der SG Andrea Doria noch einmal für Juventus auf.
Gibezzi erreichte einen Abschluss in Ingenieurwissenschaften war später in der Vereinsführung von Juventus aktiv. Er starb im April 1956 im Alter von 73 Jahren in Domaso am Lago di Como.